# Akiba's Trip
Akiba's Trip (アキバズトリップ Akibazu Torippu?) es una franquicia de videojuegos japonesa desarrollada por Acquire. La franquicia consiste en cuatro juegos, y una adaptación a anime de Gonzo se emitió entre el 4 de enero y el 29 de marzo de 2017.

## Videojuegos

### Akiba's Trip
El juego original de Akiba's Trip fue publicado el 19 de mayo de 2011 para PlayStation Portable en Japón por Acquire. Una versión actualizada, titulada Akiba's Trip Plus, fue publicado el 14 de junio de 2012 para PSP.

### Akiba's Trip 2
Acquire público Akiba's Trip 2 en Japón el 7 de noviembre de 2013 para PlayStation 3 y PlayStation Vita, y para PlayStation 4 el 3 de julio de 2014. XSEED Games público el juego en América del Norte bajo el título Akiba's Trip: Undead & Undressed. Ellos publicaron el juego para PS3 y PSVita el 12 de agosto de 2014, en PS4 el 25 de noviembre de 2014, y en PC el 26 de mayo de 2015. Adicionalmente, NIS America público el juego en Europa.

### Akiba's Trip Festa!
Akiba's Trip Festa! está programado a publicarse para PC y Android en noviembre de 2016.

### Akiba's Beat
Akiba's Beat, el primer juego RPG de la franquicia, estaba originalmente programado para publicarse en otoño de 2016 para PS4 y PSVita, pero luego fue retrasado para diciembre de 2016, la versión para PS4 será publicada el 15 de diciembre de 2016, mientras que la versión de PSVita sigue sin fecha. El juego es dirigido por Kōta Takano, mientras ClariS interpretará el tema "again". XSEED Games publicará el juego en América del Norte en el primer cuarto de 2017.

## Anime
Una adaptación a anime titulada Akiba's Trip: The Animation fue anunciada en el Tokyo Game Show el 15 de septiembre de 2016. El anime está hecho para conmemorar el 25 aniversario de Gonzo. Será dirigido por Hiroshi Ikehata y escrito por Kazuho Hyodo, con la animación de Gonzo. El diseño de los personajes será producido por Hajime Mitsuda.
El opening es interpretado por unidad musical de Seiyū Earphones, mientras que cada episodio tiene un ending diferente: el primer episodio tiene el ending "B Ambitious!" interpretado por YuiKaori, el segundo episodio tiene el ending "Rely Mirai" interpretado por mimimemeMIMI, el tercer y el cuarto episodio tienen el ending "Senki Tōsen" interpretado por Earphones y Manias respectivamente, el quinto episodios tiene el ending "Chōhannō Girl" interpretado por AOP, el sexto episodios tiene el ending "Kokoro no Memory" interpretado por every♥ing!, el séptimo episodio tiene el ending "Koi ni Shinzan!" interpretado por Shoko Nakagawa, el octavo episodio tiene el ending "Fighting☆Dramatic" interpretado por Milky Holmes, el noveno episodio tiene el ending "Sekai jū no AKIHABARA de" interpretado por Haruko Momoi, el décimo episodio tiene el ending "Kūfukukara Yarinaose!" interpretado por petit milady, el decimoprimer episodio tiene el ending "DIVE TO LIVE" interpretado por i☆Ris.
La serie se emitió entre el 4 de enero y el 29 de marzo de 2017, y fue transmitida por AT-X, Tokyo MX y BS Fuji.

### Personajes

#### Principales
Tamotsu Denkigai (伝 木 凱 タ モ ツ Denkigai Tamotsu)
Seiyū: Haruki Ishiya
Un otaku casi hikikomori que se convirtió en un Bugged One (Bagurimono) por Matome después de que sacrificó su vida para salvarla. Al ser un Bagurimono de clase Alta, si es desvestido, vuelve a morir. Es despistado pero con un ímpetu inmenso, lo que lo lleva a arriesgar su vida en los enfrentamientos.
Matome Mayonaka  (万世 架 ま と め Mayonaka  Matome)
Seiyū: Rie Takahashi
Un Bagurimono de clase alta, descendiente directa de los Hazoku, que protege a Akiba de los otros, incluido su propio clan, que quieren tomar el control. Es quien le da a Tamotsu los atributos de Bagurimono, tras el sacrificio de este, y desde ese entonces, siente un afecto especial por él. Al principio es bastante fría, pero al unirse al equipo, se ve más amigable y demuestra más sentimientos. Siempre lleva un bate como arma. En el grupo la apodan "Mayo". A pesar de lucir joven, Matome tiene 78 años, debido a su naturaleza Hazoku.
Arisa Ahokainen (有紗・アホカイネン  Ahokainen Arisa)
Seiyū: Yuki Nagaku
Una otaku finlandesa que tiene una fuerza sobrehumana tras entrenar diversas artes marciales alrededor del mundo, al mismo nivel de un bagurimono. Conoce a Tamotsu en una tienda de anime, cuando ambos coincidieron con una figura, luego se ven involucrados en una pelea de Matome contra un grupo de Bagurimonos, uniéndose a ella. No tiene vergüenza desnudarse, y es la que cambia de vestimenta con más frecuencia en la serie, pudiendo llevar hasta 4 atuendos en un solo episodio. Otra característica es que cuando está feliz o emocionada, suele dar trompos en el aire gritando "Moi Moi". Es la que propone los nombres del grupo (Denki Mayonnaise / Electro Mayonesa) y del trío Idol que forma con Matome y Niwaka (MaNiAs)
Niwaka Denkigai (伝 木 凱 に わ か Denkigai Niwaka)
Seiyū: Marika Kōno
La hermana menor de Tamotsu. Admira a sus compañeros de grupo, además de animar a Matome a que le demuestre sus sentimientos a su hermano. También es fanática del manga y el anime.
Tasujin Latu (タスジン・ラトゥ Ratu Tasujin)
Seiyū: Misaki Kuno
Es una científica muy reconocida en Akiba y creadora de múltiples recursos tecnológicos, equipando la guarida del grupo con sus invenciones. Una de sus creaciones es el sistema operativo Latiux (Parodia de Linux), el cual había equipado a la computadora de Tamotsu, convirtiéndola en Pyuko, de la cual Tamotsu se enamora.
Kage-san (か げ さ ん)
Seiyū: Jouji Nakata
Es un amigo de Tamotsu, y un experto en diversos temas, apareciendo recurrentemente como vendedor o anfitrión de eventos.

#### Metrotica
Fukame Mayonaka (万世架ふかめ Mayonaka Fukame)
Seiyū: Masumi Asano
Es la actual líder del clan Hazoku, y de su fachada en la tierra humana, Metrotica, además de ser la abuela de Matome y Urame. Su objetivo era que Hazoku y los Bagurimono vuelvan a poblar Akiba para recobrar la paz del pasado, corrompida supuestamente por los pecados de los humanos, a quienes quiere eliminar. Es quien envía los diferentes Bagurimono a Akiba. Es derrotada por su nieta Matome y Tamotsu, quienes intentaron razonar con ella. Aparentemente muere tras ser desvestida, pero su "esencia" es capturada por Latu con una aspiradora.
Al ser también una Hazoku, Fukame luce joven y muy parecida a Matome
Urame Mayonaka  (万世架うらめ Mayonaka  Urame)
Seiyū: Rie Takahashi
Urame es la hermana gemela de Matome, por lo cual son idénticas en apariencia, exceptuando que su cabello brilla de forma opuesta al de Matome. Tiene un resentimiento hacia su hermana por haber dejado el clan y dejarse corromper por los humanos. Es enviada por su abuela Fukame para cometer crímenes usando la identidad de Matome. En la pelea final es derrotada por Tamotsu, tras sufrir un golpe en la cabeza. Desde entonces se queda con los Electro Mayonesa creyendo que es Matome.

#### Grupo Vigilante
Suidōbashi (水道橋)
Seiyū: Mariko Honda
Kozakura (小桜)
Seiyū: Yuki Takao
Shōhei (昌平)
Seiyū: Kengo Kawanishi
Hijiri
Seiyū: Aki Tajima

#### Otros
Momo Tsukumo (ツクモ モモ Tsukumo Momo)
Seiyū: Halko Momoi
Mashiro Kuga (空間真白 Kuga Mashiro)
Seiyū: Chinami Hashimoto
Hardman
Seiyū: Tesshō Genda
Kikuchi
Seiyū: Masumi Asano
Masuto Niikura (新倉 マスト Niikura Masuto)
Seiyū: Kazuyuki Okitsu
Chibusa Benikage (ばにかげ ちぶさ Benikage Chibusa)
Seiyū: Chiaki Takahashi
Naisu Muramura (ナイス 村々 Naisu Muramura)
Seiyū: Bin Shimada
Matsuko (マツコ)
Seiyū: Aoi Yūki
Tsutomu Kuroi (黒井勤 Tsutomu Kuroi)
Seiyū: Wataru Takagi
Jiro Nishi (二四時労 Nishi Jiro)
Seiyū: Arthur Lounsbery
Kin Shukudo (祝日土働 Shukudo Kin)
Seiyū: Sayuri Hara

### Lista de episodios
| Núm. | Título | Fecha de emisión      |
| ---- | --- | --------------------- |
| 1    | "AKIBA'S FIRST TRIP" (AKIBA'S FIRST TRIP) | 4 de enero de 2017    |
| 2    | "Formamos un equipo, llámanos mayonesa eléctrica" "Chīmu Kessei, Rya Kushi te Denma" (チーム結成、略して電マ)                                                                                              | 11 de enero de 2017   |
| 3    | "Que ocurre cuando sigues inconscientemente a alguien que te ofrece un debut como idol" "Aidorudebyū Dekiru to Kiite, Hoihoi Tsuite Itta Kekka" (アイドルデビューできると聞いて、ホイホイついていった結果) | 18 de enero de 2017   |
| 4    | "Los combatientes de Radio Ham" "Musen Hamu Faitāzu" (無線HAMファイターズ) | 25 de enero de 2017   |
| 5    | "No hay razón que voy a perder" "Makeru Yōso, Nashi!" (負ける要素、なし！) | 1 de febrero de 2017  |
| 6    | "Tu memoria está llena" "Memori ga Ippai" (メモリがいっぱい) | 8 de febrero de 2017  |
| 7    | "Es imposible decir esas palabras sin mentir" "Muri to iu no wa Usotsuki no Kotoba" (無理というのはウソつきの言葉)                                                                                         | 15 de febrero de 2017 |
| 8    | "El gran torneo de Akihabara" "Akihabara dai butō-kai" (秋葉原大武闘会) | 22 de febrero de 2017 |
| 9    | "¡Luché con la tarjeta de juego!" "Gēmu no Kādo de Tatakatte Shimatta no desu ga!" (ゲームのカードで戦ってしまったのですが！)                                                                              | 1 de marzo de 2017    |
| 10   | "¿Has abierto tu canal Pilórico?" "Yūmon Aite Shimatta no desu ka?" (幽門開いてしまったのですか？) | 8 de marzo de 2017    |
| 11   | "¡El festival de medio verano de Akiba comienza!" "Manatsu no Akibafesu Kaimaku!" (真夏のアキバフェス開幕！)                                                                                               | 15 de marzo de 2017   |
| 12   | "¡Mayonesa eléctrica se está separando!" "Denma ga Barabaraja ne ̄ ka!" (電マがバラバラじゃねーか！) | 22 de marzo de 2017   |
| 13   | "AKIBA'S LAST TRIP" (AKIBA'S LAST TRIP) | 29 de marzo de 2017   |